# Pleurodont
Pleurodont is een gebitsconfiguratie waarbij de tanden naast de kaakrand zijn geplaatst. De tanden zijn hierbij aan de zijkant van de kaak gepositioneerd, en niet boven op de kaakrand. 
Voorbeelden van pleurodonten zijn alle slangen en de meeste groepen van hagedissen. De tegenhanger is acrodont; bij deze dieren zijn de tanden aan de bovenzijde van de kaak geplaatst. De tanden van pleurodonten worden vervangen doordat nieuwe tanden aan de binnenzijde van de bek worden gevormd die de plaats innemen van een afgeworpen tand. 